# Groveton (Teksas)
Groveton – miasto w Stanach Zjednoczonych, w stanie Teksas, siedziba administracyjna hrabstwa Trinity.